# Bóveda del Río Almar
Bóveda del Río Almar è un comune spagnolo di 299 abitanti situato nella comunità autonoma di Castiglia e León.